# Бенкевич, Яна Витальевна
Яна Витальевна Бенкевич (5 мая 1999, Лида, Гродненская область) — белорусская футболистка, нападающая российского клуба «Рубин».

## Биография
В детстве помимо спорта занималась в театральном кружке. Воспитанница лидской ДЮСШ «Юность», первый тренер — Олег Леонидович Фролов. С 2012 года занималась в минском РГУОР у тренеров Булыгиной И. И., Калечиц Е. И.
Во взрослом футболе дебютировала в 2016 году в составе клуба «Ислочь-РГУОР» в высшем дивизионе Белоруссии. Провела в клубе четыре сезона, сыграв 63 матча, за это время становилась серебряным (2018) и бронзовым (2017) призёром чемпионата страны, финалисткой Кубка Белоруссии (2018, 2019). В составе «РГУОР» также принимала участие в высшей лиге по мини-футболу. В 2020 году перешла в клуб «Зорка-БДУ», где провела два сезона и в 2021 году стала бронзовым призёром чемпионата.
В 2022 году перешла в российский клуб «Рязань-ВДВ». Дебютный матч в высшем дивизионе России сыграла 13 марта 2022 года против «Ростова». В сезоне 2023 перешла в клуб «Минск», а в 2024 — в казанский «Рубин».
Выступала за юниорскую и молодёжную сборную Белоруссии.